# アオシギ
アオシギ（青鷸、学名:Gallinago solitaria）は、チドリ目シギ科に分類される鳥類の一種。
日本へは数は少ないが冬鳥として渡来する。 

## 分布
シベリア東部および中部、サハリン、ヒマラヤ北部で繁殖し、北方で繁殖した個体はインドやパキスタン、中国南部などに渡り越冬する。
日本では冬鳥として北海道から沖縄まで全国に渡来するが、数は多くない。特に、本州中部以南での記録は少ない。

## 形態
全長約30cm。翼開長は約55cm。体の上面は褐色で他のジシギ類と模様が似ているが、顔や体の下面の白色部分が薄い青灰色を帯びている（これが和名の由来である）。翼には白帯はない。頭央線や頬線は白っぽく、境界が不鮮明である。嘴は肉色で先端部は黒い。
雌雄同色で、幼鳥も成鳥と似た体色をしている。

## 生態
山沿いの渓流沿いや林に囲まれた水田、山間部の湿地などに生息する。越冬地では単独でいることがほとんどだが、寒冷地では数羽集まって生息していることがある。
食性は動物食で、水中に長い嘴を差し込んで昆虫類などを採食する。
繁殖形態は卵生。森林内の地上や草地に植物を敷いて営巣し、4-5卵を産む。
しばしば脚を伸縮させ、体を上下にゆする動作をする。
鳴き声は「ジェッ」。